# Вісенте М'єра
Вісенте М'єра (ісп. Vicente Miera, нар. 10 травня 1940, Сантандер) — іспанський футболіст, що грав на позиції захисника. По завершенні ігрової кар'єри — футбольний тренер.
Найбільших здобутків отримав, виступаючи за «Реал Мадрид», з яким став семиразовим чемпіоном Іспанії. а також володарем Кубка чемпіонів УЄФА та Кубка Іспанії. Також провів один матч за національну збірну Іспанії у 1992 році.
Як тренер єдиним здобутком М'єри стала перемога на олімпійських іграх з олімпійською збірною Іспанії.

## Клубна кар'єра
Розпочав займатись футболом у напівпрофесійній команді «Нуево Монтанья».
У професійному футболі дебютував 1957 року виступами за «Райо Кантабрія». За два роки Вісенте показав блискучу гру, і його помітили влітку 1959 року запросили в головний клуб провінції — сантандерський «Расінг». В першому сезоні М'єра зіграв лише в чотирьох матчах, а його команда виграла Сегунду і вийшла в елітний дивізіон, де Вісенте наступного сезону став основним гравцем і лідером захисту, провівши 30 матчів та забивши один гол.
Своєю грою за останню команду привернув увагу представників тренерського штабу клубу «Реал Мадрид», до складу якого приєднався влітку 1961 року. Він швидко влився в команду, де були такі гравці, як Альфредо Ді Стефано, Ференц Пушкаш, Хосе Сантамарія, і став гравцем основного складу. Відіграв за королівський клуб наступні вісім сезонів своєї ігрової кар'єри. За цей час сім разів виборював титул чемпіона Іспанії, ставав володарем Кубка чемпіонів УЄФА та Кубка Іспанії, а також увійшов до складу команди Ye-Ye.
Завершив професійну ігрову кар'єру у клубі «Спортінг» (Хіхон), з яким в першому сезоні вдруге в своїй кар'єрі виграв Сегунду, а в кінці сезону 1970/71 років, який хіхонський клуб завершив на 12 місці, Вісенте закінчив свою ігрову кар'єру.

## Виступи за збірну
10 грудня 1961 року зіграв свій єдиний матч у складі національної збірної Іспанії в товариській грі проти збірної Франції (1:1), провівши на полі увесь матч.

## Кар'єра тренера

### «Реал Ов'єдо»
Розпочав тренерську кар'єру невдовзі по завершенні кар'єри гравця, 1974 року, очоливши тренерський штаб клубу «Реал Ов'єдо», що знаходився в Сегунді. У першому ж сезоні підопічні Вісенте пробилися в Прімеру. У наступному сезоні «Реал Ов'єдо» вилетів з найсильнішої ліги Іспанії, поступившись «Ельче» одним очком. Після цього Вісенте М'єра пішов з «Реала Ов'єдо».

### «Спортинг» (Хіхон)
Влітку 1976 року Вісенте очолив «Спортинг» з Хіхона, клуб в якому він завершив кар'єру футболіста і в першому ж сезоні виграв з командою Сегунду і вийшов в Ла Лігу. У сезоні 1977/78 клуб закінчив розіграш чемпіонату Іспанії на 5 місці. Цей сезон можна вважати успішним для клубу, який лише вийшов в Прімеру. Але в наступному сезоні М'єра домігся ще крупнішого успіху, фінішувавши на другому місці, програвши лише «Реалу Мадриду», а також вийшовши в другий раунд Кубка УЄФА. Після таких результатів Вісенте М'єра несподівано покинув клуб.

### «Еспаньйол» та повернення в «Спортинг»
В грудні 1979 року очолив «Еспаньйол», який врятував від вильоту після невдалого старту сезону, після чого влітку 1980 року повернувся в «Спортинг», що в сезон відсутності Вісенте завоював бронзові медалі. У сезоні 1980/81 «Спортинг» під керівництвом Вісенте зайняв 7 місце та вилетів вде у першому раунді Кубка УЄФА від скромного чеського «Богеміанса 1905». Новий сезон 1981/82 хіхонський клуб розпочав ще гірше і в лютому 1982 року знаходився на передостанньому місці, через що Вісенте був відправлений у відставку, а клуб в підсумку зберіг прописку в еліті, посівши 14 місце завдяки найкращій різниці забитих та пропущених м'ячів.

### Пауза та повернення
Після невдалих результатів Вісенте М'єра взяв 4-річну паузу, після чого в сезоні 1986/87 став головним тренером «Атлетіко» (Мадрид). Команда в чемпіонаті йшла в єврокубковій зоні, але в листопаді звільнила М'єру, хоча клуб був на 4 місці.
Влітку 1987 року М'єра повернувся в свій перший клуб — «Реал Ов'єдо», що виступав у Сегунді. Під керівництвом Вісенте клуб зайняв 4 місце і в плей-оф за право виходу в Ла Лігу здолав «Мальорку». 1988 року Вісенте паралельно став помічником головного тренера збірної іспанії Мігеля Муньйоса та відправився з нею на Чемпіонат Європи. Там збірна Іспанії провалилася, і весь тренерський штаб подав у відставку, а М'єра продовжив роботу з «Реал Ов'єдо». Команда у сезоні 1988/89 фінішувала в чемпіонаті Іспанії на 12 місці, після чого Вісенте покинув клуб.
Перед початком сезону 1989/90 Вісенте став тренером новачка Прімери «Тенерифе». Проте втримати клуб в середині таблиці М'єра не зміг і у січні 1990 року, коли клуб перебував на передостанньому місці, тренера було звільнено. В підсумку клуб таки врятувався від вилету в Сегунду.

### Збірна Іспанії
1991 року М'єра став головним тренером збірної Іспанії, з якою не зміг пробитись на Євро-1992. Незважаючи на це керував олімпійською збірною на літніх Олімпійських іграх 1992 року, що проходили в Барселоні. На турнірі іспанці виграли всі матчі, в тому числі і фінал проти збірної Польщі з рахунком 3:2. Після тріумфу на олімпіаді Вісенте М'єра залишив пост головного тренера збірної Іспанії.

### «Расінг», «Еспаньйол», «Севілья»
З сезона 1994/95 М'єра став тренером сантандерского «Расінга». Вісенте і його підопічні в першому сезоні здобули 12 місце в Прімері, проте сезон 1995/96 «Расінг» проводив гірше і перебував в нижній частині таблиці на 17 місці, через що Вісенте в січні 1996 року був звільнений з посади.
У січні 1997 року Вісенте знову стає головним тренером «Еспаньйола», проте цього разу справи у Вісенте пішли гірше і при ньому команда опустилась в зону вильоту, а також вилетіла з Кубка Іспанії від скромного «Лас Пальмаса», після чого вже в березні М'єра був звільнений з барселонського клубу, здобувши за цей час лише дві перемоги у 14 матчах.
У жовтні 1997 року очолив клуб Сегунди «Севілью», яка під керівництвом опустилася в середину турнірної таблиці (4 перемоги у 14 матчах) і фактично втратила шанс на вихід в Прімеру, через що в грудні М'єра покинув клуб та завершив свою тренерську кар'єру.

## Титули і досягнення

### Як гравця
- Чемпіон Іспанії (7):

«Реал Мадрид»: 1961-62, 1962-63, 1963-64, 1964-65, 1966-67, 1967-68, 1968-69
- Володар Кубка Іспанії з футболу (1):

«Реал Мадрид»: 1961-62
- Володар Кубка європейських чемпіонів (1):

«Реал Мадрид»: 1965-66

### Як тренера
- Олімпійський чемпіон (1):
- Іспанія (U-23): 1992